# Martin Lévrier
Pour les articles homonymes, voir Lévrier (homonymie).
 (janvier 2019).
Si vous disposez d'ouvrages ou d'articles de référence ou si vous connaissez des sites web de qualité traitant du thème abordé ici, merci de compléter l'article en donnant les références utiles à sa vérifiabilité et en les liant à la section « Notes et références ».
Martin Lévrier, né le 30 octobre 1962 à Tours (Indre-et-Loire), est un homme politique français. Membre de La République en Marche, il est sénateur des Yvelines depuis octobre 2017.

## Biographie

### Famille et formation
Issu d’une famille de six enfants, Martin Lévrier est le fils de Robert Lévrier et Germaine Courtés.
Il commence son cursus scolaire à l’école Notre-Dame de Preuilly-sur-Claise (1966-1976) et poursuit au collège Saint-Denis de Loches (1976-1978), avant d’intégrer le lycée Saint-Grégoire de Tours (1978-1980). Il termine son parcours scolaire à l’internat de Saint-Joseph à Sarlat-la-Canéda (1980-1981), où il obtient un baccalauréat D.
Après deux années de médecine, Martin Lévrier suit un cursus à l’université de Tours en gestion des entreprises et des administrations (1983-1985).

### Parcours professionnel
Après ses études, Martin Lévrier effectue son service militaire dans l’Armée de l’air à Taverny, puis prend la direction de la fondation Saint-Joseph, qui accueille près de 90 pensionnaires. L’objet de cette fondation est d’accueillir des personnes âgées à faibles ressources financières.
En 1989, il devient secrétaire général de Notre-Dame-du-Grandchamp, lycée d’enseignement général, technologique et professionnel sous contrat d’association avec l’État à Versailles.
Pendant ces années au sein de l’établissement, Martin Lévrier a mené à bien plusieurs projets favorisant l’éducation et l’insertion des jeunes en échec. Il s'est notamment impliqué dans la création de l’UFA (unité de formation d’apprentis) à Montigny-le-Bretonneux, dont il a eu la responsabilité administrative pendant 3 ans.
En qualité de secrétaire général du lycée Notre-Dame-du-Grandchamp, il supervise la gestion administrative et financière de l'établissement, ainsi que la gestion des ressources humaines. En outre, il est chargé du développement des structures et des partenariats.

## Parcours politique
Martin Lévrier a fait sa première approche en politique en 1988, en étant candidat sur la liste de Jean-Paul Diacre (divers droite), aux côtés de Gonzague Saint Bris.
En 2008, Martin Lévrier est membre du conseil municipal de Versailles, dans l’équipe de François de Mazières, où il s’occupe principalement de la problématique des sans-abris. Il est chargé du logement social de Versailles de 2014 à 2020.
Désigné en juillet 2017 tête de liste de La République en marche pour les sénatoriales, il est élu le 24 septembre 2017 avec 12,59 % et devient le premier sénateur de La République en marche des Yvelines.